# Sigismund Christoph Jester
Sigismund Christoph Jester (* 9. Januar 1715 in Königsberg (Preußen); † 1773) war ein deutscher Rechtsgelehrter. 

## Leben
Sigismund Christoph Jester wurde als drittes Kind des Pastors an der Sackheimer Kirche Erhard Christian und seiner Frau Johanna Dorothea Ranger in Königsberg/Ostpreußen geboren. Nach Abschluss seines rechtswissenschaftlichen Studiums an der Albertus-Universität Königsberg wurde er 1734 Hof-Hals-Gerichtsadvokat, am 7. September 1735 mit seiner Inauguraldissertation „De exigu usu querelae inofficiosi testamenti in foro prutenico“ (Königsberg, 1736) Doktor beider Rechte und 1739 außerordentlicher Professor an der Universität seiner Heimatstadt. Im selben Jahr heiratete er Maria Charlotte, die älteste Tochter des Professors der Rechte und mehrmaligen Rektors der Universität Reinhold Friedrich von Sahme.
1745 wurde er Hofrat, 1752 ordentlicher Professor und Criminalrat am Hofhalsgericht, 1756 Dekan der Rechtswissenschaftlichen Fakultät.
Während seine Frau am 16. April 1753 starb, verschied er 1773.
Der spätere mehrfache Rektor der Albertina und Professor der Rechte Wilhelm Bernhard Jester sowie der Königlich Preußische Forstmeister und Schriftsteller bzw. Librettist Friedrich Ernst Jester waren Neffen 2. Grades.

## Werke
- De tutelis naturalibus oder Von natürlichen Vormundschafften. Königsberg 1734.
- De exiguo usu querelae inofficiosi testamenti in foro prutenico. Königsberg 1736.
- De quaestione: Utrum ex testamento rupto debeantur legata. Königsberg 1747.
- Utrum ex testamento rupto debcantur legata? Königsberg 1747.
- Commentatio de Poena Bigamiae a Coniuge Malitiose Deserto Commissae“ oder „Von der Strafe der Vielweiberey eines böslich…. Königsberg 1752.
- De compensatione circa rem commodatam instituenda. Königsberg 1752.
- De eo, quod feudum vetus alienatione non semper novum fiat. Königsberg 1753.
- Meditationes iuridicas De eo, quod est in poenis, quae brutis infliguntur, analogon. Königsberg 1755.
- Observationes miscellae de Eo,quod justum est circa solemnia sacerdotum semisecularia. Königsberg 1755.
- Sigismundus Christopherus Jester, V.I.D. et antecessor in Regia Academia, Königsberg 1756.
- Singularia quaedam circa officium iudicis gedanensis. Königsberg 1765.